# Darrin Zammit Lupi
Darrin Zammit Lupi (1968) è un fotografo e giornalista maltese.

## Biografia
Darrin Zammit Lupi è nato nel 1968 in Malta. Ha iniziato la sua carriera di fotografo con il quotidiano The Malta Independent nel 1992 ma poco dopo è diventato un fotografo freelance. Ha studiato alla University of the Arts London da cui ha conseguito un Master con lode in Fotogiornalismo e Fotografia Documentaria. Nel 1996 ha cominciato a lavorare come fotografo con il Times of Malta e nell’anno dopo è divenuto un corrispondente freelance per Reuters. Il suo lavoro documenta la crisi migratoria nel Mediterraneo, i devastanti tsunami del Sud-Est dell’Asia, gli obiettivi di sviluppo del Millennio in diverse aree dell’Africa, il terremoto dell'Aquila, il naufragio della Costa Concordia, il conflitto in Libia, e altri eventi internazionali.

## Opere
Lupi ha pubblicato due libri, Isle Landers e Off the Job.
Isle Landers è stato pubblicato nel 2014. È costituito delle foto scattate da Lupi dal 2005 al 2014 riguardo alla situazione migratoria nel Mediterraneo. In queste foto, Lupi ha fotografato i migranti dal loro salvataggio in mare, all’arrivo in Europa ai centri per l'immigrazione, fino alla loro partenza. Lo scopo del libro è combattere il razzismo e la xenofobia e aumentare la consapevolezza del pubblico internazionale riguardo alle lotte dei migranti africani e mediorientali.
Off the Job è stato pubblicato nel 2015 ed è composto dalle foto scattate con un iPhone da Lupi in contesti non lavorativi. Lupi preferisce l’iPhone quando fa foto per piacere; secondo lui, “è il modo ideale per ricaricare le mie energie creative.”

## Premi e riconoscimenti
| 2023 | Refugee Festival honorary prize for long-term documentation | Sostenuto da Norsk kulturråd e organizzato da Kristina Quintano     |
| 2022 | Lifetime Achievement Award                                  | Malta National Photography Awards (Premju Fotografija)              |
| 2021 | “Yannis Behrakis” International Photojournalism Award       | Athens Photo World                                                  |
| 2018 | Allard Prize for International Integrity                    | Peter A. Allard School of Law at the University of British Columbia |
| 2018 | Nominato – Taylor Wessing Photographic Portrait Prize       | Taylor Wessing                                                      |
| 2017 | Mediterranean Journalist Award                              | Anna Lindh Foundation                                               |
| 2016 | Photographer of the Year                                    | The Societies of Photographers                                      |
| 2016 | Street Photography Photographer of the Year                 | The Societies of Photographers                                      |
| 2014 | Documentary Photographer of the Year                        | Society of Wedding & Portrait Photographers                         |
| 2013 | Media Photographer of the Year                              | The Societies of Photographers                                      |
| 2008 | Il secondo nel concorso fotografico "Waterways of Life"     | OSCE                                                                |